# Rikken Seiyūkai
Pour les articles homonymes, voir Parti constitutionnaliste et Parti de la Constitution.
L'Association des amis du gouvernement constitutionnel (立憲政友会, Rikken Seiyūkai) fut l'un des deux principaux partis politiques à la Diète du Japon entre 1900 et 1940. Elle se partage le pouvoir jusqu'en 1932 avec successivement le Rikken Dōshikai, le Kenseikai puis le Rikken Minseitō, lors de la première réelle expérience de gouvernement parlementaire au Japon. Après l'incident du 15 mai 1932, la prise en main progressive de l'État japonais par les militaires et la division de plus en plus forte du parti en factions limite nettement son influence. Il se dissout définitivement en juillet 1940, pour rejoindre en octobre suivant l'Association de Soutien à l'Autorité Impériale (大政翼賛会, Taisei Yokusankai), nouveau parti unique créé par le prince Fumimaro Konoe afin de soutenir la politique expansionniste, nationaliste et totalitaire Shōwa.

## Histoire

### Création
Le Rikken Seiyūkai est formé le 15 septembre 1900 par le prince Hirobumi Itō, l'un des « pères fondateurs » (元老, Genrō) du Japon contemporain et premier à avoir porté le titre de Premier ministre de 1885 à 1889 (fonction qu'il a exercée à trois nouvelles reprises par la suite : de 1892 à 1896, en 1898 et de 1900 à 1901). Il est issu de la fusion de la plupart des membres du « Parti de la politique constitutionnel » (憲政党, Kenseitō), mouvement conservateur libéral favorable à la mise en place d'un régime parlementaire modéré, de hauts-fonctionnaires et d'aristocrates pour la plupart issus de la « Société d'Investigation » (研究会, Kenkyūkai). Ce nouveau parti défend ainsi l'idée d'une continuité entre le hambatsu (à savoir le partage des responsabilités militaires et civiles par les héritiers des deux anciens grands domaines féodaux rivaux de Chōshū et de Satsuma, type de gouvernement incarné notamment par Hirobumi Itō) qui a prévalu durant l'essentiel de l'ère Meiji et le gouvernement parlementaire.

### Le parti dominant (1900-1924)
Le Rikken Seiyūkai domine le gouvernement du Japon durant 13 ans lors de la période allant jusqu'en 1923, à travers quatre Premiers ministres :
1. 19 octobre 1900 - 10 mai 1901 : Prince Hirobumi Itō
2. 7 janvier 1906 - 14 juillet 1908 puis 30 août 1911 - 21 décembre 1912 : Marquis Kinmochi Saionji
3. 29 septembre 1918 - 4 novembre 1921 : Takashi Hara,
4. 13 novembre 1921 - 12 juin 1922 : Korekiyo Takahashi

S'il ne dispose pas du poste de Premier ministre, le Rikken Seiyūkai est l'un des principaux soutiens des gouvernements de l'amiral et comte Gonnohyōe Yamamoto du 20 février 1913 au 16 avril 1914 et du 2 septembre 1923 au 7 janvier 1924, du maréchal et comte Masatake Terauchi du 9 octobre 1916 au 29 septembre 1918 et de l'amiral Katō Tomosaburō du 12 juin 1922 au 24 août 1923. Le 29 septembre 1918, Takashi Hara forme le premier gouvernement entièrement constitué par un seul parti.
Il est dans l'opposition durant cette période uniquement lors des administrations du vicomte (puis marquis et enfin prince) et général Tarō Katsura (fondateur du Rikken Dōshikai pour le soutenir en 1913) de 1901 à 1906, de 1908 à 1911 et de 1912 à 1913, et de Shigenobu Ōkuma (soutenu par le Rikken Dōshikai) de 1914 à 1916.
De 1900 à 1923, la représentation du Rikken Seiyūkai à la Chambre des représentants évolue ainsi aux différentes élections législatives :
- 1902 : 191 sièges sur 376 (50,8 %)
- 1903 : 175 sur 376 (46,54 %, 1er parti)
- 1904 : 133 sur 379 (35,09 %, 1er parti)
- 1908 : 187 sur 379 (49,34 %, 1er parti)
- 1912 : 209 sur 381 (54,86 %)
- 1915 : 108 sur 381 (28,35 %, 2e parti)
- 1917 : 165 sur 381 (43,31 %, 1er parti)
- 1920 : 278 sur 464 (59,91 %)

### Un des acteurs du premier bipartisme japonais (1924-1932)
Après l'assassinat de Takashi Hara le 4 novembre 1921, deux tendances commencent à s'opposer au sein du Rikken Seiyūkai. D'une part, les réformistes sociaux et institutionnels, qui veulent aller plus loin dans le sens d'une démocratie populaire, se regroupent autour du ministre de l'Intérieur Takejirō Tokonami, tandis que les plus conservateurs s'assemblent autour du vicomte et nouveau Premier ministre Korekiyo Takahashi. Cela aboutit à une scission le 29 janvier 1924 : 148 députés partisans de Takejirō Tokonami quittent le parti et créent le « Parti principal des Amis politiques » (政友本党, Seiyū Hontō).
Conséquence de cette division, le Rikken Seiyūkai perd la majorité aux élections législatives du 10 mai 1924, en n'obtenant que 100 sièges sur 464. De plus, il n'est alors plus que la troisième force politique de la Chambre des représentants derrière le Kenseikai de Takaaki Katō (partisan du suffrage universel direct masculin et principal opposant du Rikken Seiyūkai depuis sa création en 1916) qui a gagné 151 sièges et le Seiyū Hontō de Takejirō Tokonami qui a fait élire 116 députés. Toutefois, une coalition tripartite, appelée du « Cabinet basé sur les trois tendances constitutionnalistes » (護憲三派, Goken Sanpa Naikaku), est formée entre le Kenseikai, le Rikken Seiyūkai et le « Club des réformes » (革新倶楽部, Kakushin Kurabu, petit parti créé en 1922, 30 sièges) de Tsuyoshi Inukai. Cela aboutit au gouvernement de Takaaki Katō du 11 juin 1924 au 28 janvier 1926. Le 14 mai 1925, le Rikken Seiyūkai absorbe le Kakushin Kurabu et redevient la deuxième force de la Chambre des représentants. Après la mort de Takaaki Katō et la formation d'un nouveau gouvernement cette fois entièrement composé du Kenseikai (avec le soutien à la Diète du Seiyū Hontō, les deux partis finissant par fusionner le 1er juin 1927 pour former le Rikken Minseitō), le Rikken Seiyūkai, désormais présidé par Giichi Tanaka, retourne dans l'opposition.
La crise financière Shōwa provoque la chute du Cabinet du Kenseikai le 20 avril 1927, et le Rikken Seiyūkai retrouve le pouvoir. Giichi Tanaka est le nouveau Premier ministre. Aux élections législatives du 20 février 1928, le Minseitō et le Rikken Seiyūkai font pratiquement jeu égal avec respectivement 218 et 216 sièges sur 466. Le gouvernement Tanaka reste toutefois minoritaire à la Chambre des représentants et, ayant perdu le soutien de la Chambre des pairs et même de l'empereur Hirohito, il doit démissionner le 2 juillet 1929. Le pouvoir revient au Rikken Minseitō et Giichi Tanaka est remplacé à la tête du Rikken Seiyūkai par Tsuyoshi Inukai. À la même époque, Takejirō Tokonami, qui a quitté le Minseitō en août 1928 pour s'opposer à sa position jugée trop conciliatrice à l'égard de la Chine et plus généralement en politique étrangère, retourne au Rikken Seiyūkai. Aux élections législatives du 20 février 1930, le Rikken Seiyūkai est une nouvelle fois battu avec 174 députés sur 466 contre 273 (et la majorité absolue) au Minseitō.
Le 13 décembre 1931, face aux attaques répétées du Rikken Seiyūkai, de l'armée et de la Chambre des pairs, le Cabinet Minseitō de Reijirō Wakatsuki chute et l'empereur nomme pour le remplacer Tsuyoshi Inukai. Celui-ci, afin d'obtenir une majorité, décide de faire dissoudre la Chambre des représentants le 21 janvier 1932. Et, aux législatives anticipées du 20 février 1932, le Rikken Seiyūkai obtient une très nette majorité avec 301 sièges sur 466.

### Face à la montée en puissance des militaires (1932-1939)
Lors de l'incident du 15 mai 1932, Tsuyoshi Inukai est assassiné par des soldats radicaux qui tentent alors un coup d'État. Celui-ci échoue, mais marque le point de départ d'une influence grandissante des militaires sur le gouvernement du Japon. Pendant l'essentiel des années 1930, le Rikken Seiyūkai et le Minseitō soutiennent tous deux des gouvernements d'unité nationale tendant à limiter ce militarisme grandissant tout en ne réussissant pas à empêcher (voire en facilitant parfois) les actions impérialistes grandissantes menées par l'armée, dirigés par des militaires modérés, des aristocrates ou des hauts-fonctionnaires sans étiquette. Le seul de ces Cabinets auxquels le Rikken Seiyūkai ne participe pas est celui de Keisuke Okada du 8 juillet 1934 au 9 mars 1936 : en effet, le nouveau Premier ministre a nommé ministre Takejirō Tokonami, opposant interne au président du parti, Suzuki Kisaburō. Ce dernier décide ainsi d'exclure Takejirō Tokonami, les autres ministres Seiyūkai du gouvernement Okada ainsi que leurs partisans (ces derniers fondent le « Comité Shōwa » ou Shōwakai).
Aux élections législatives du 20 février 1936, le Rikken Seiyūkai redevient le deuxième parti de la chambre avec 175 sièges sur 466 tandis que le Minseitō en obtient 205 et le Shōwakai 20. Face à cet échec, la position de Kisaburō Suzuki se retrouve très affaiblie et il doit démissionner de la présidence du parti en février 1937. Se met alors en place une présidence collégiale de quatre membres : l'ancien ministre de l'Éducation Ichirō Hatoyama, le ministre des Chemins de fer Yonezō Maeda, celui de l'Agriculture Toshio Shimada et Chikuhei Nakajima. Aux élections suivantes du 30 avril 1937, le Rikken Seiyūkai se maintient à 175 sièges sur 466, mais réduit son écart avec le Minseitō puisque celui-ci redescend à 179 députés.

### Vers la disparition (1939-1940)
En avril 1939, le parti se scinde en deux factions qui se réclament tous deux du nom de Rikken Seiyūkai : l'« Alliance réformiste » (革新同盟, Kakushin Dōmei), pro-militaire, de Chikuhei Nakajima, et la « Faction orthodoxe » (正統派, Seitō-ha), plus libérale et anti-militaire, de Fusanosuke Kuhara. Toutes deux se dissolvent en juillet 1940, respectivement le 30 et le 16. Leurs membres rejoignent à sa création le 12 octobre 1940 l'Association de Soutien à l'Autorité Impériale (大政翼賛会, Taisei Yokusankai) et soutiennent désormais totalement la politique expansionniste, nationaliste et totalitaire du Japon durant la Seconde Guerre mondiale. Il est nettement anti-communiste.
Le Parti libéral du Japon fondé après la guerre en 1945 par Ichirō Hatoyama est son héritier.

## Liste des dirigeants

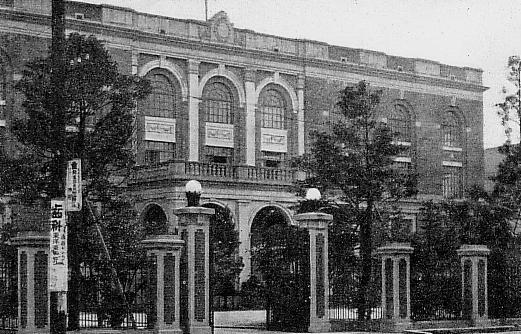
Siège du défunt Rikken Seiyūkai, vers 1930.

### Présidents (1900-1937)
1. 1900 - 1903 : Prince Hirobumi Itō (Premier ministre de 1900 à 1901)
2. 1903 - 1913 : Marquis Kinmochi Saionji (Premier ministre de 1906 à 1908 et de 1911 à 1912)
3. 1914 - 1921 : Takashi Hara (premier roturier à être Premier ministre de 1918 à 1921)
4. 1921 - 1925 : Vicomte Korekiyo Takahashi (Premier ministre de 1921 à 1922)
5. 1925 - 1929 : Baron et général Giichi Tanaka (Premier ministre de 1927 à 1929)
6. 1929 - 1932 : Tsuyoshi Inukai (Premier ministre de 1931 à 1932)
7. 1932 - 1937 : Kisaburō Suzuki

### Commission intérimaire de présidence (1937-1939)
- Ichirō Hatoyama
- Yonezō Maeda
- Toshio Shimada
- Chikuhei Nakajima

### Dirigeant de l'Alliance réformiste (1939-1940)
- Chikuhei Nakajima

### Dirigeants de la Faction orthodoxe (1939-1940)
1. avril 1939 – mai 1939 : Commission intérimaire de présidence :
  - Fusanosuke Kuhara
  - Chūzō Mitsuchi
  - Kenkichi Yoshizawa
2. mai 1939 - juillet 1940 : président Fusanosuke Kuhara

## Idéologie
Le Rikken Seiyūkai a pour base électorale essentiellement les grands entrepreneurs des Zaibatsu (à l'exception notable de Mitsubishi qui a toujours soutenu l'autre principal parti constitutionnaliste), les hauts-fonctionnaires et les grands propriétaires terriens. Elle se réclame du libéralisme politique anglo-saxon dans le sens où elle défend la mise en place d'un parlementarisme et d'une démocratie populaire. Mais elle est surtout conservatrice sur le plan social, protectionniste sur le plan économique et défend une politique étrangère nationaliste, expansionniste en Asie et agressive à l'égard de la Chine. Elle est en cela nettement moins méfiante à l'égard des militaires que ne l'est pendant longtemps le Minseitō, tout en tentant d'empêcher les éléments les plus radicaux de l'armée de prendre le contrôle du gouvernement.